# Steinhaus VS
| VS ist das Kürzel für den Kanton Wallis in der Schweiz. Es wird verwendet, um Verwechslungen mit anderen Einträgen des Namens Steinhaus zu vermeiden. |

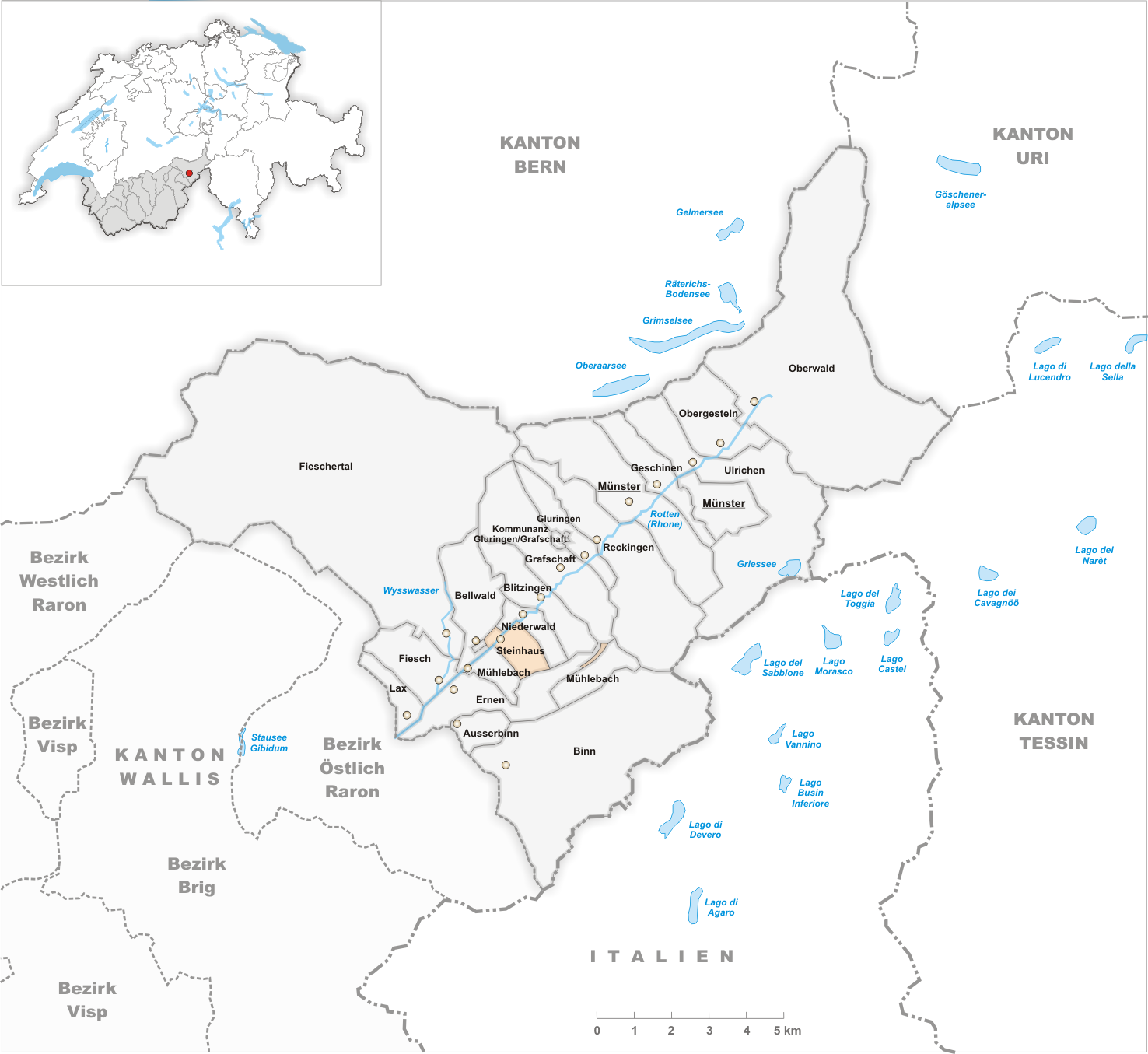
Gemeindestand vor der Fusion am 1. Oktober 2004

Steinhaus (walliserdeutsch Steihüs [ˈʃteiˌhyːs(ː)]) ist eine Ortschaft in der Walliser Munizipalgemeinde Ernen. Bis zum Frühling 2005 bildete Steinhaus eine selbständige Munizipalgemeinde.

## Lage, Dorfbild, Verkehr
Steinhaus befindet sich gemeinsam mit den Nachbarorten Mühlebach und Ernen im Westen und Niederwald im Osten am Eingang ins Goms.

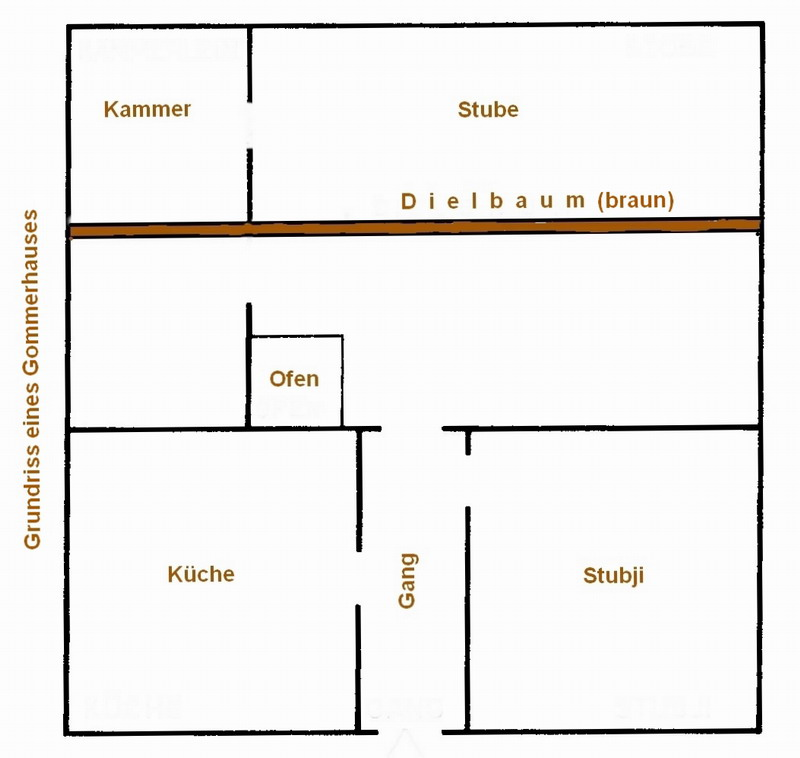
Grundriss eines Gommerhauses

Das Dorf Steinhaus wurde auf einem sonnigen, südwärts gerichteten Hochplateau nahe dem Rufibach erbaut. Die Distanz zur Rhone beträgt ca. 250 Meter, diejenige zum Rhonegletscher 21 km. Das Dorf liegt am früheren Saumpfad, der «Via Regia». Dieser erstreckt sich durchs ganze Oberwallis und war vor dem Bau der Furkastrasse 1860–1861 die Hauptverkehrsverbindung durch das Wallis. Durch ds unner Dorf («das untere Dorf») führt die Strasse, welche von Mühlebach herkommt. Die Häuser am Eingang des Dorfes sind gegen Norden gerichtet. Im Ober Dorf befinden sich die Kapelle und das ehemalige Gemeindehaus sowie zahlreiche Wohnhäuser und Stadel.

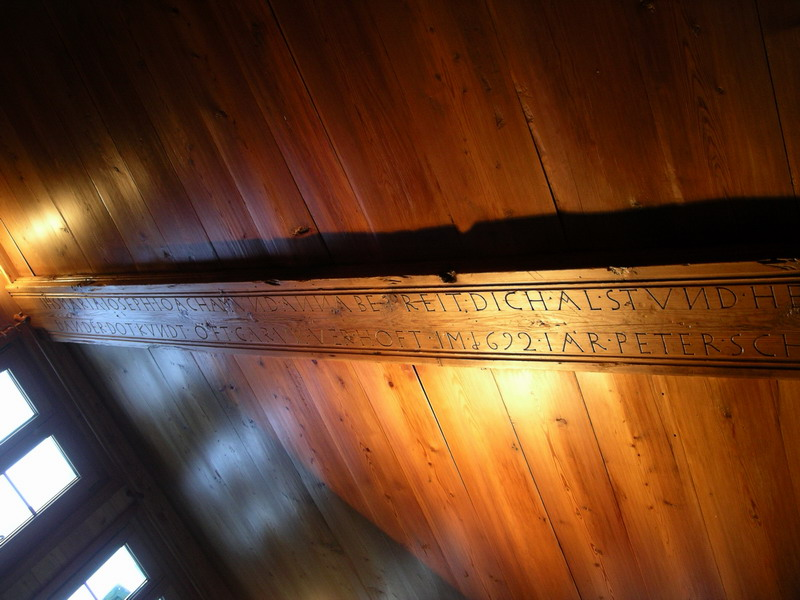
Dielbaum

An beiden Enden des Dorfes sind die Obergommerhäuser, welche zwischen 1510 und 1630 erbaut wurden, noch sehr gut erhalten. Zum Teil verfügen die Wohnhäuser über einen fast vollständig intakten Dielbaum (Tragbalken der Decke, meist der Wohnzimmerdecke, häufig mit reichhaltiger Inschrift). Interessant in diesem Zusammenhang ist auch der Grundriss der Häuser im Oberwallis. In der Regel wurden alle Häuser des Tals bis in die Neuzeit nach diesem Grundriss erstellt. Im Zentrum des Dorfes finden sich die um 1710 erbauten Wohnhäuser. 1768 vernichtete ein grosses Feuer zwölf Gebäude. Die Weiler Richelsmatt und Rottenbrücke in der Nähe von Steinhaus werden heute nicht mehr bewohnt, ersteres seit 1830.
Von Brig oder Oberwald führt der Weg über Ernen und Mühlebach VS nach Steinhaus. Steinhaus kann auf dieser Route mit dem Privatwagen oder mittels öffentlicher Verkehrsmittel erreicht werden. Von Niederwald her ist Steinhaus zu Fuss in  20 Minuten erreichbar.
Bis 1960 gab es im ganzen Dorf nur einen Telefonanschluss, den alle Bewohner des Dorfes für ein- und ausgehende Anrufe benutzten. Der Kontakt zur Aussenwelt war bis in die 1970er Jahre marginal. Aufgrund von Lawinenniedergängen war das Dorf bis 1987 im Winter zum Teil wochenlang von der Aussenwelt abgeschnitten. Dank dem Bau eines Tunnels beim Löüwibach («Lawinenbach») im Jahre 1987/1988 ist Steinhaus nun auch im Winter jederzeit erreichbar.

## Geschichte

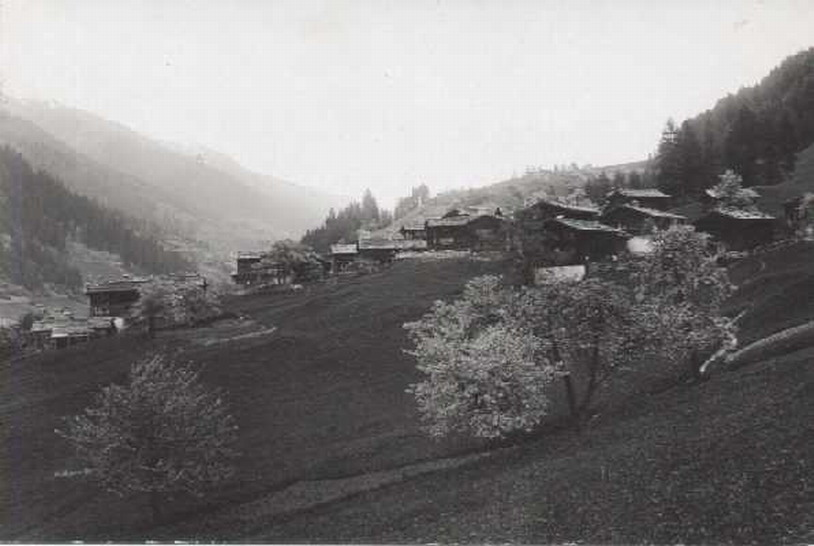
Bild von Steinhaus um 1925

Erstmals urkundlich erwähnt wird das Dorf im Jahre 1245 als Domus lapidea («steinernes Haus»), 1436 dann zum ersten Mal auf Deutsch zem Steinhus.
Im Mittelalter waren im Goms Grund und Boden aller Wahrscheinlichkeit nach aufgeteilt. Die eine Hälfte beanspruchte der Bischof von Sitten, die andere mehrere Grafen, welche aus Oberitalien kamen. Unter diesen adeligen Geschlechtern waren die Herren von Biandrate, von Compeys, de Castello, de Platea, de Rodier und de Vineis. Möglicherweise hatte einer dieser Grafen in Steinhaus Wohnsitz, worauf der Örtlichkeitsname uff em Turre am oberen Dorfeingang sowie der Ortsname «Steinhaus» selbst hindeuten könnten. Das Erwachen der Freiheitsrechte der Oberwalliser stärkte den demokratischen Gedanken und führte in mehreren Freiheitskämpfen zu Eigenständigkeit und Selbstverwaltung. Davon zeugen die Siege der Walliser bei der Schlacht bei Ulrichen im Jahre 1211 gegen Herzog Berchtold V. von Zähringen und 1419 gegen die Berner. Ein grosses Kreuz aus Granit mit der Inschrift «Den Helden von Ulrichen» erinnert auf einem Feld von Ulrichen an diese Schlacht. Im vierzehnten Jahrhundert traten sie gegenüber dem bischöflichen Landesherrn sehr bestimmt auf: Als Bischof Tavel von Sitten im Herbst 1361 mit Gefolge ins Goms ritt, um die Gemeinden zu mehr Gehorsam zu verpflichten, überfielen die Gommer den Bischof in der Nähe von Steinhaus und hielten diesen elf Wochen lang gefangen, bis er ihnen grosse Zugeständnisse machte. 1417 gab sich die Gemeinde eigene Statuten. Die Gemeinde Steinhaus war vom Mittelalter bis zum Ende des Ancien Régime Teil des Viertels Ernen im Untergoms (Grosspfarrei Ernen).
Am 16. September 2004 beschloss der Grosse Rat des Kantons Wallis, die Munizipalgemeinde Steinhaus mit den benachbarten Munizipalgemeinden Ernen, Mühlebach und Ausserbinn zu fusionieren. Mit Beschluss vom 19. Januar 2005 lehnte das Bundesgericht die staatsrechtliche Beschwerde der Gemeinde Ausserbinn gegen den Staatsrat und den Grossen Rat des Kantons Wallis in allen Punkten ab. Ausserbinn, Ernen, Mühlebach und Steinhaus wurden am 31. Januar 2005 über dieses Urteil informiert, welches die Fusion der vier ehemaligen Gemeinden endgültig in Rechtskraft erwachsen liess. Am 5./6. März 2005 beschlossen die Einwohner der ehemaligen Gemeinden, dass die neue Munizipalgemeinde «Ernen» heisse.

## Leben und Wirtschaft

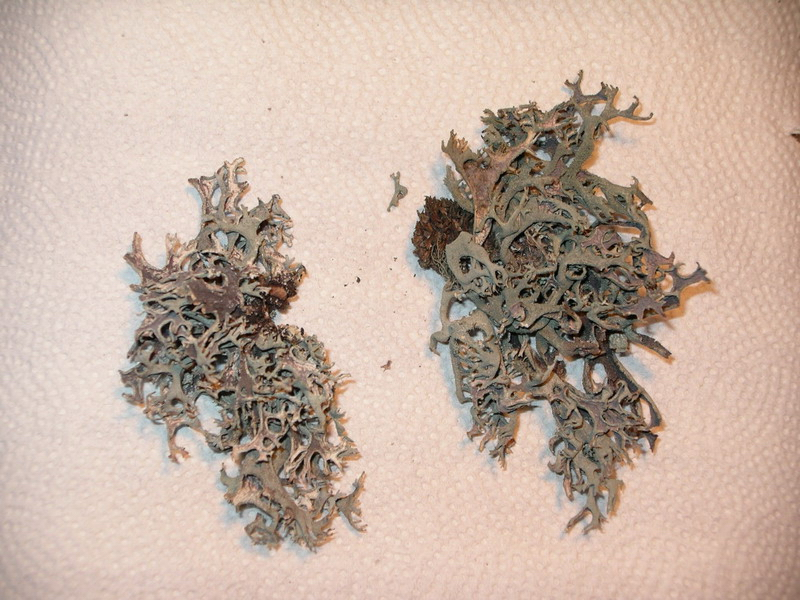
Pseudevernia furfuracea

Im Jahre 1829 zählte die Gemeinde 79 Einwohner, 1850: 97 Einwohner, 1900: 86 Einwohner, 1950: 87 Einwohner, 2000: 33 Einwohner und 2018: 19 Einwohner. Bis ins 20. Jahrhundert waren die meisten Einwohner Bauern. Viele von ihnen sind aufgrund der grossen Armut in den 20er- und 30er-Jahren in die USA ausgewandert. Die Armut war zum Teil so gross, dass das Vieh aufgrund der mageren Ernte im Sommer während der Wintermonate mit Geweihflechten (Pseudevernia furfuracea), walliserdeutsch Gragg, ernährt werden musste.
Die wirtschaftlichen Gegebenheiten trugen dazu bei, dass viele Bewohner von Steinhaus auch in späteren Jahren ihrem Dorf den Rücken kehrten und ihren Verdienst in prosperierenden Gegenden suchten. Heute ist ein einziger Bauernbetrieb übrig geblieben. Viele Bewohner arbeiten heute unten im Tal, in der Gegend von Brig und Visp, im 2. (Güterveredelung und -verarbeitung) oder 3. Sektor (Dienstleistungen und Verwaltungen).
Tourismus
Nachdem die Furkastrasse 1864 eröffnet worden war, passierte der ganze Verkehr auf der gegenüberliegenden Talseite. Durch diese Umfahrung erlitt Steinhaus zwar wirtschaftliche Nachteile, blieb aber umgekehrt von verkehrsbedingten Schäden und Umbauten verschont. Der Ort ist Ausgangspunkt für Wanderungen und Biketouren ins Rappental, in dem im Sommer bis zu 1000 Schafe gesömmert werden. In unmittelbarer Nähe von Steinhaus befindet sich ein Skigebiet. Die offizielle Fahrradroute «Rhone-Route Nr. 1» führt von Oberwald über Steinhaus nach Brig. Sie folgt dem früheren Saumpfad, dem «Rottenweg». Der Gommer Höhenweg, einer der insgesamt über 711 km langen markierten Wanderwege aller Schwierigkeitsgrade, verbindet die Dörfer im Goms miteinander.

## Sehenswürdigkeiten

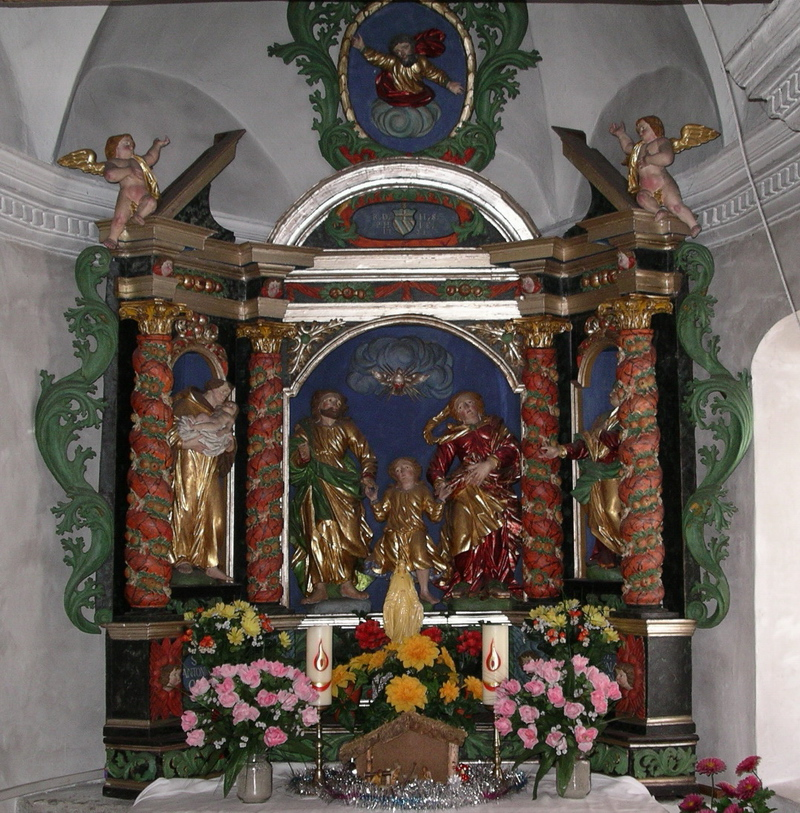
Altar

Das Zentrum des Dorfes bildet der Dorfplatz mit Brunnen, welcher von alten Häusern umrahmt wird. Die Kapelle des Dorfes wurde um 1728/29 neu erbaut. Sie ist der Heiligen Familie geweiht. Der Altar wurde vom Bildhauer Johann Joseph Bodmer aus der Nachbargemeinde Mühlebach erbaut. In der Hauptnische bildet die Heilige Familie unter dem als Taube dargestellten Heiligen Geist mit Gottvater die Heilige Dreifaltigkeit. In der Seitenachse links der hl. Antonius von Padua, rechts die heilige Anna.
Das einstige Gemeindehaus stammt aus dem Jahre 1794. Am Eingang zum oberen Dorfteil findet sich als erstes Haus links nach der Abzweigung von Niederwald herkommend ein Heidehüs. Das Baujahr dürfte zwischen 1500 und 1630 liegen. Das für diesen Bautyp charakteristische Heidechriiz («Heidenkreuz») an der Giebelfront mit typischem Balkensteg und Kerbschnittrosette ist ausserordentlich gut erhalten. Die ältesten Wohnhäuser stammen aus dem Spätmittelalter und werden im Volksmund Heidehiischer («Heidenhäuser») genannt.

## Persönlichkeiten aus Steinhaus
Der grossartige Bergführer Johann Joseph Benet (1819–1864) wurde in Steinhaus geboren. Er wurde von seinem Freund John Tyndall auch «Bennen» genannt und aufgrund seines revolutionären Bergsteigerstils als «Garibaldi der Bergführer» bezeichnet. Mit John Tyndall und Ulrich Wenger gelang Johann Josef Benet (Bennen) als Führer am 19. August 1861 die Erstbesteigung des Weisshorns. Am 18. Juli 1861 gelang ihm ausserdem die Erstbegehung der heutigen Normalroute auf den Mont Blanc (4810 m) gemeinsam mit Leslie Stephen, Francis Fox Tuckett, Melchior Anderegg sowie Peter Perren. Am 18. Juni 1859 bestiegen Benet (Führer), Peter Bohren (Führer), V. Tairraz (Führer), Francis Fox Tuckett das Aletschhorn zum ersten Mal.

## Bilder von Steinhaus

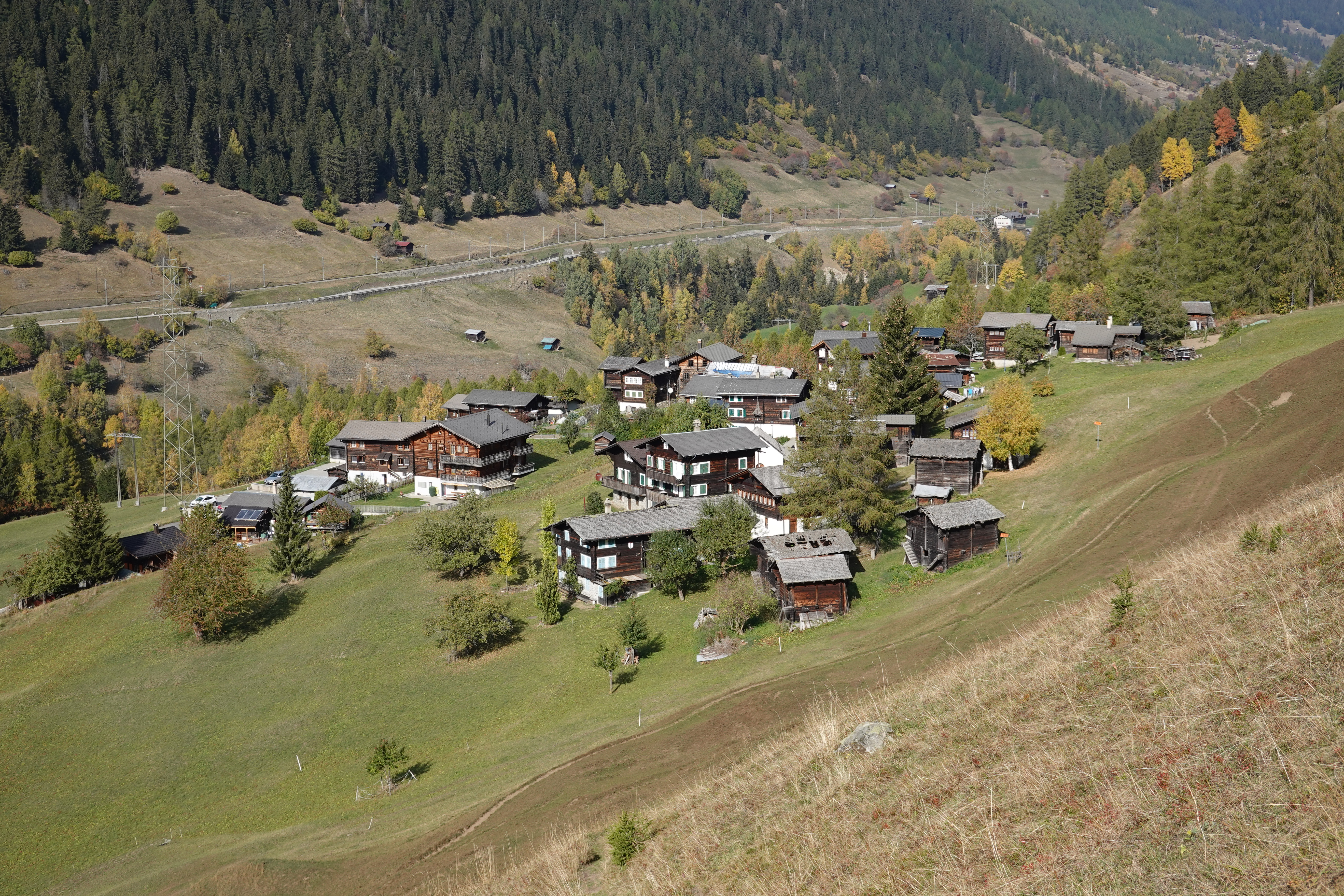
Steinhaus im Herbst 2018
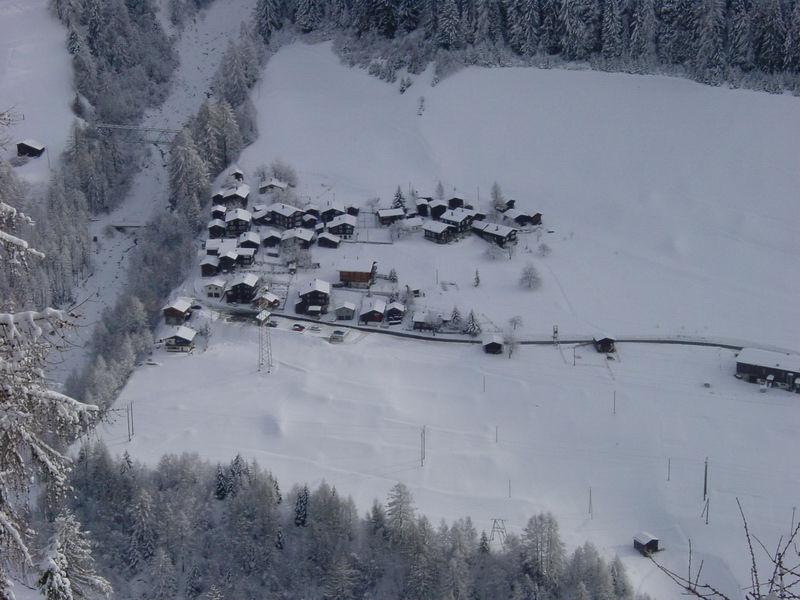
Steinhaus im Winter 2003
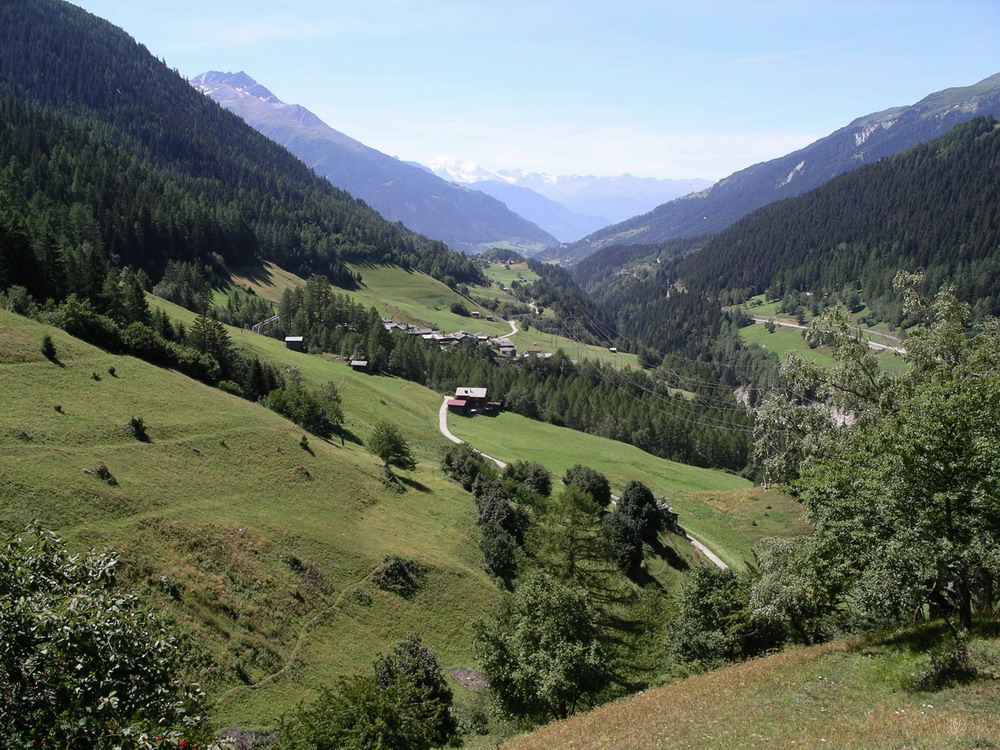
Natur pur
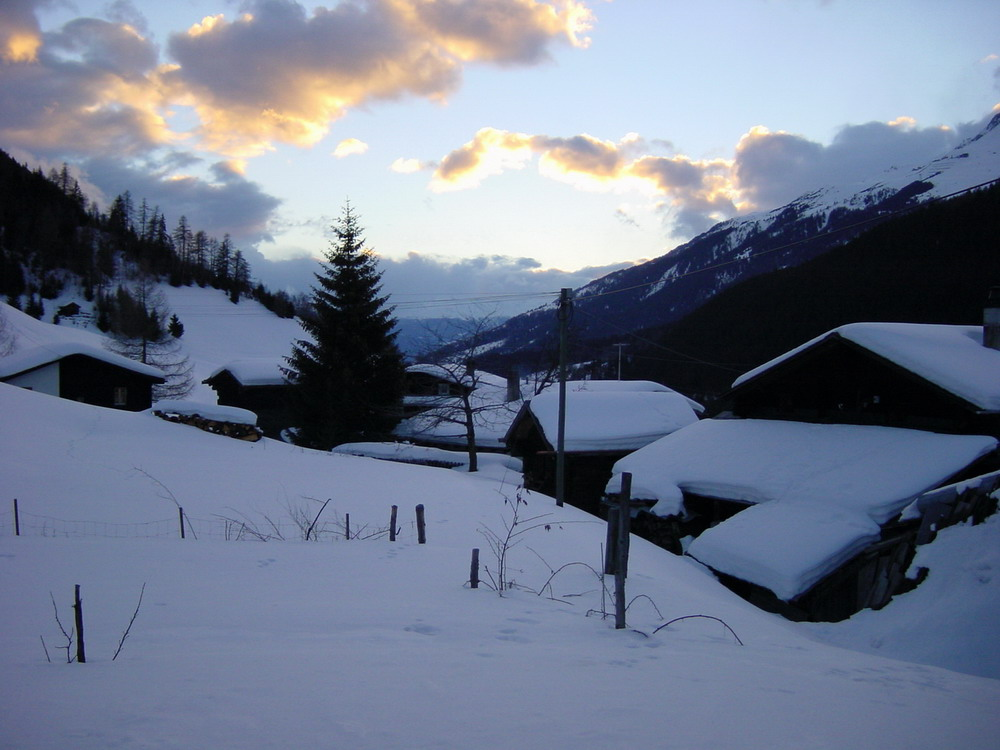
Wenn es Abend wird
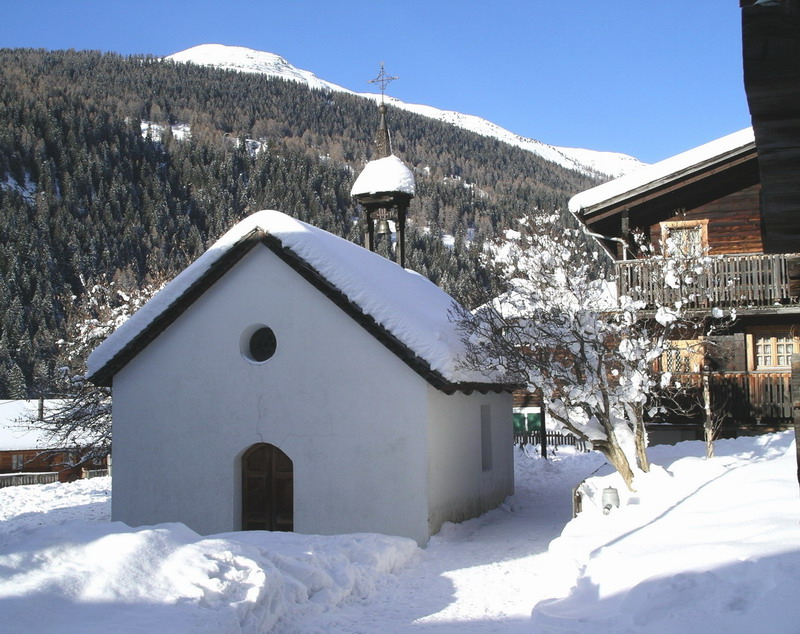
Kapelle
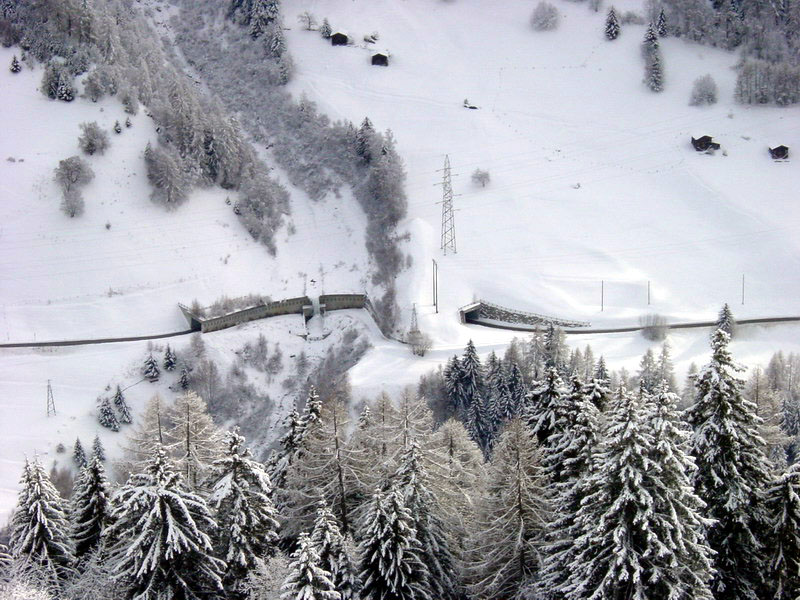
Tunnel
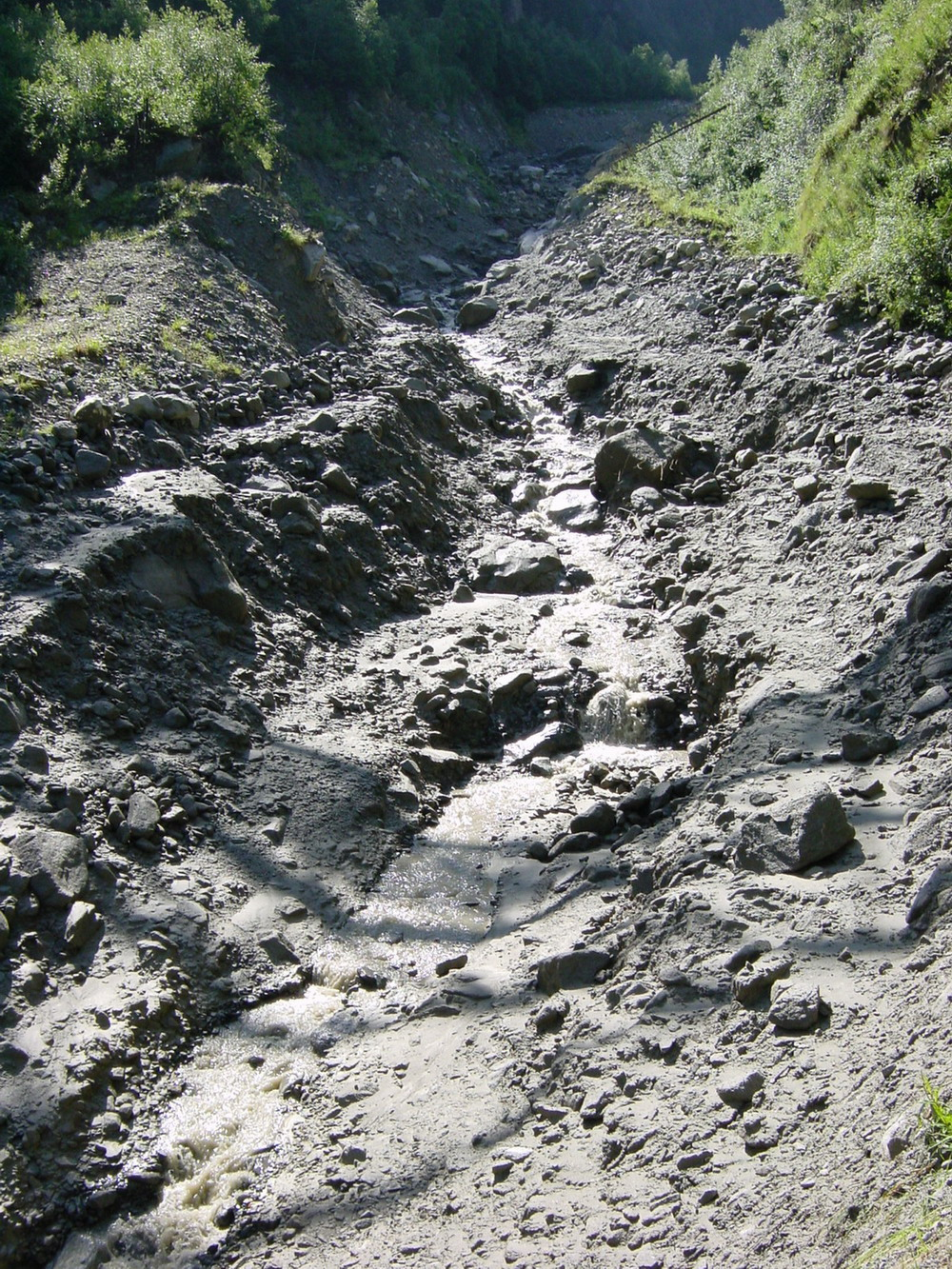
Rufibach
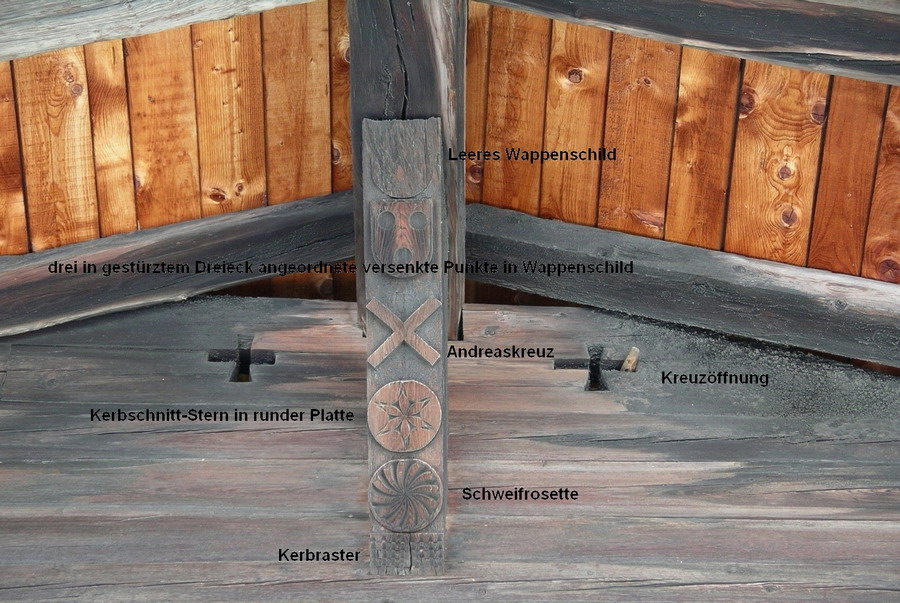
Heidehüs
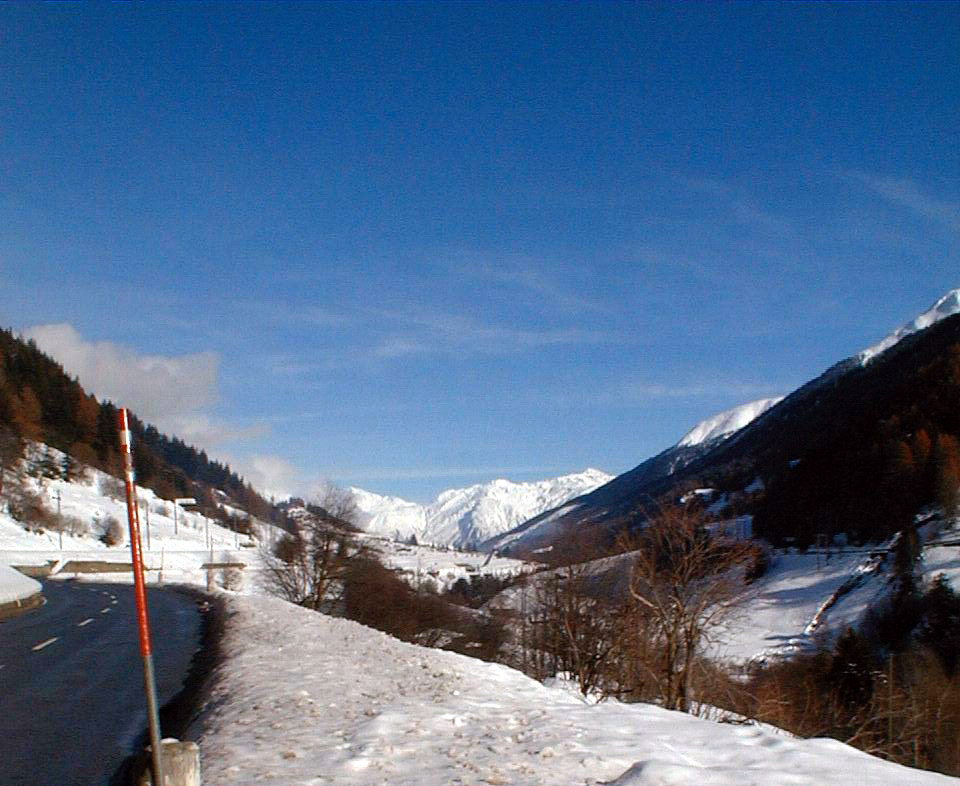
Furkastrasse
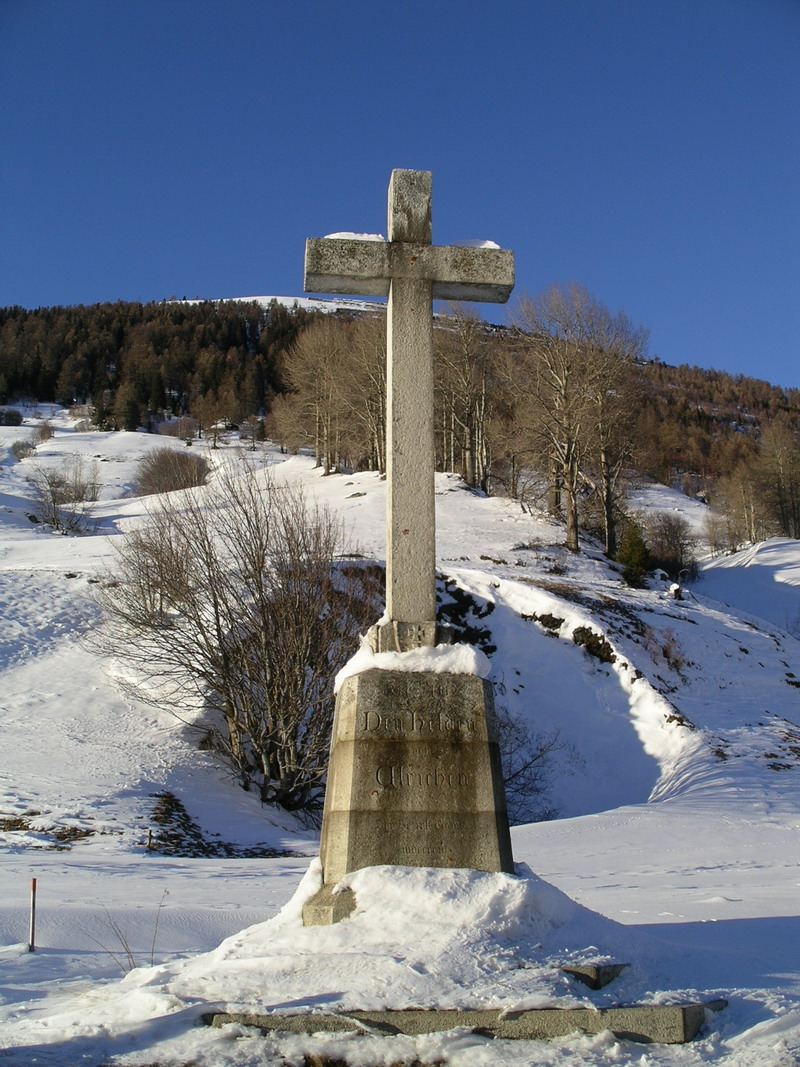
Ulricher Kreuz
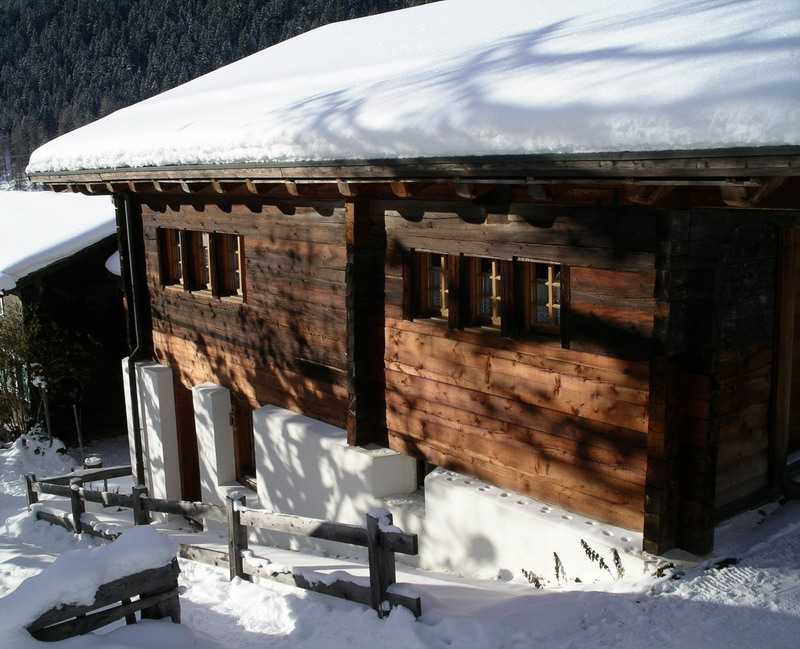
Gemeindehaus
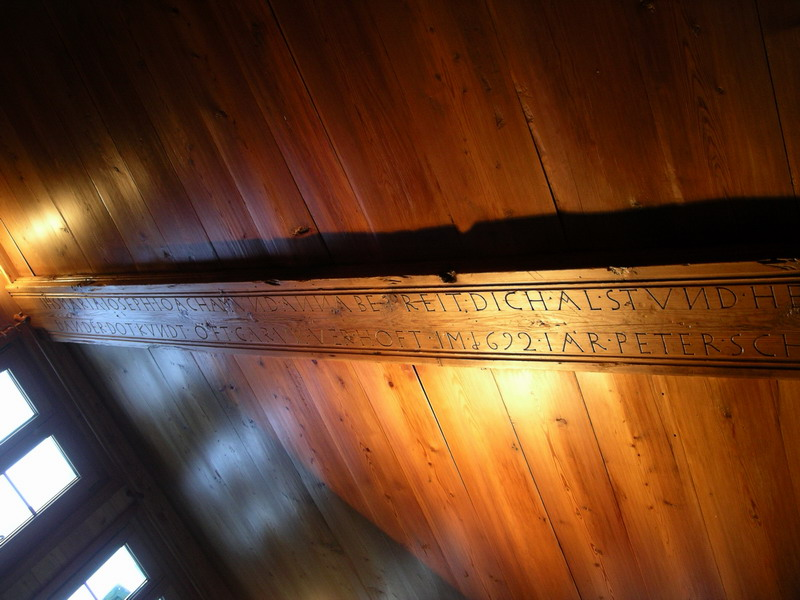
Tragbalken der Decke

## Murgänge und «Flutwellen»
Oberhalb von Steinhaus befindet sich eine grosse Abrisszone, welche für den Abgang mächtiger Murgänge verantwortlich ist. Der Rufibach transportiert bei einem heftigen Gewitter grosse Gesteinsmassen, Schlamm, Kies und Bäume in Richtung Rhone. Dies geschieht jährlich bis zu 10 Mal. Dabei ist die Erschütterung des Untergrunds so gross, dass ein leichtes Zittern sogar in den Häusern des Dorfes zu bemerken ist. Dieses einzigartige Naturschauspiel wird von der Dorfbevölkerung und den Gästen aus sicherer Distanz mit einer Mischung aus Sorge, Angst und Faszination erlebt. Unterhalb des Dorfes haben sich über die Jahre grosse Schuttwälle gebildet (siehe Bild), die zum Teil von einem mehrere Jahrzehnte alten Wald bewachsen sind.
Das transportierte Gesteinsmaterial besteht mehrheitlich aus Gneisen des Gotthardmassivs des Penninikum. An den Seitenwänden des Rufibachs ist eine Ansammlung von Ablagerungen von früheren Murabgängen festzustellen. Das eindrücklichste Zeugnis dieser Murgänge befindet sich vor der Einmündung in die Rhone in Form eines grossen Murkegels.
7. Juli 1998
Der Murgang war derart stark, dass die Rhone bei Steinhaus über das Wochenende zu einem 2,5 Kilometer langen See gestaut wurde. Im Nachgang zu den Murgängen stieg der Wasserspiegel der Rhone bis auf fünf Meter.
17. August 2016
Ein grosser Murgang hat in Steinhaus die Brücke über den Rufibach verschüttet. Die Stahlgeländer auf beiden Seiten der Brücke wurden zerstört. Der grösste Felsblock, welcher mit dem Geschiebe transportiert wurde, hatte eine Höhe von 2,70 m, eine Tiefe von 1,80 m, eine Breite von 0,90 m und ein Gewicht von etwa 13 Tonnen. Es dauerte im Anschluss an den Murgang Wochen, bis der Schutt aus dem Bachbett ausgebaggert war. Zum Einsatz kam ein Kettenbagger der Marke Cat, dessen Schaufel in einem Arbeitsschritt 2,00 m³ fassen kann.

Brücke über den Rufibach nach dem Murgang am 17. Aug. 2016
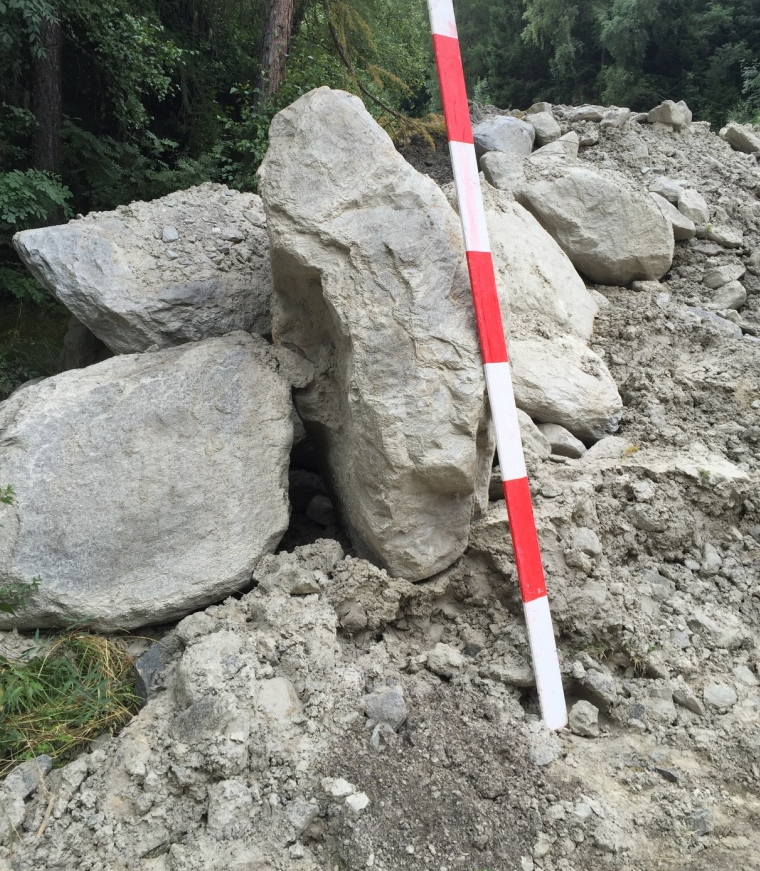
Felsblock nach dem Murgang am 17. Aug. 2016
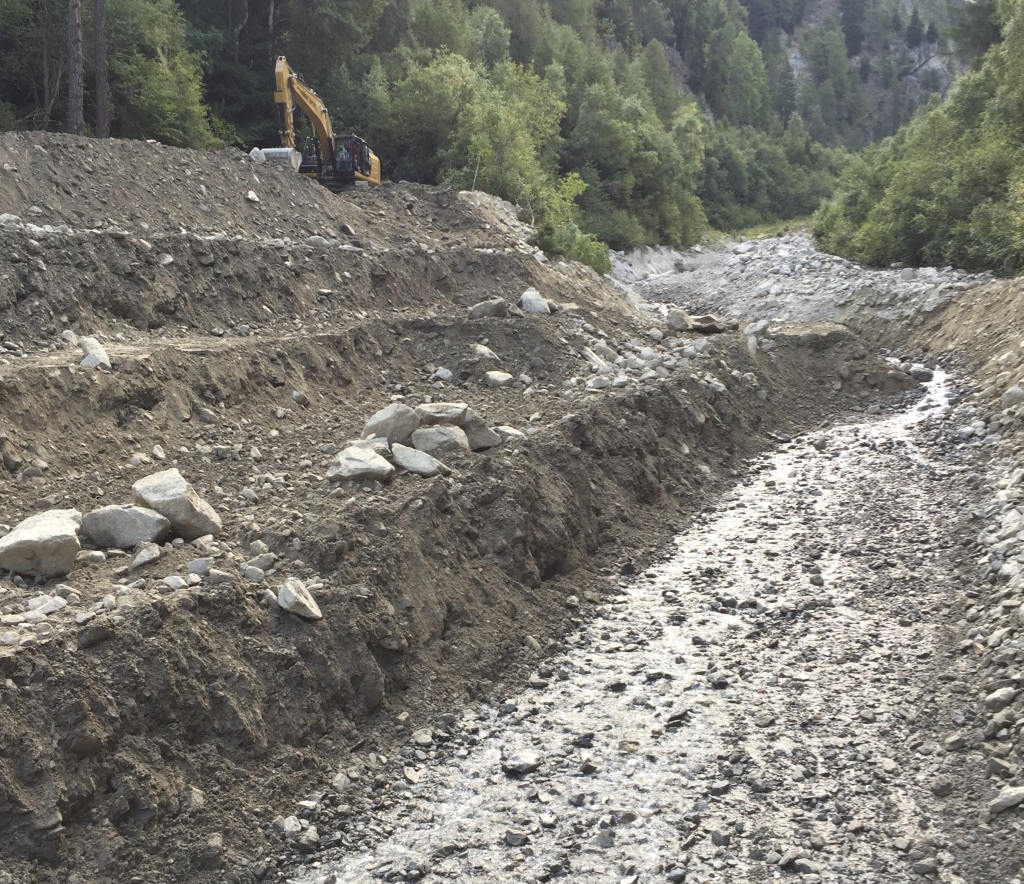
Kettenbagger, welcher das Geschiebe des Murgangs treppenförmig aufschichtet (2. Sept. 2016).
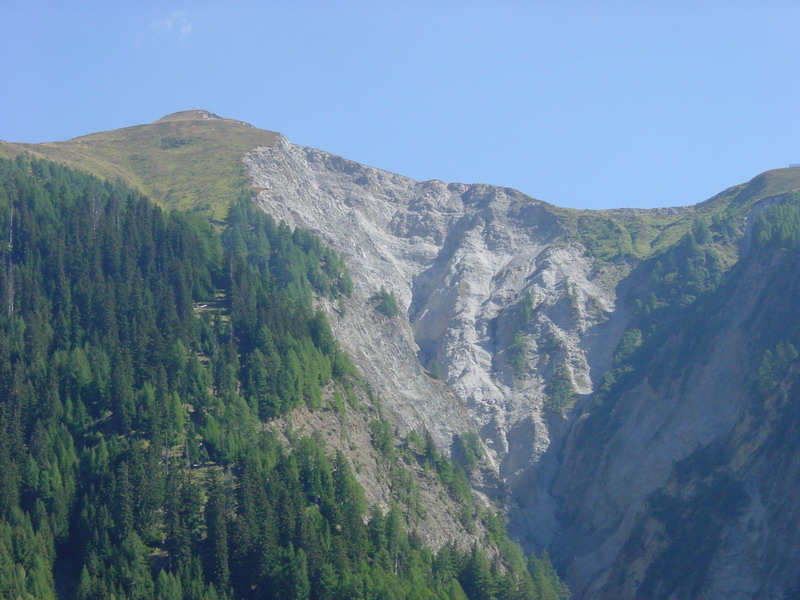
Abrisszone am «Stand»
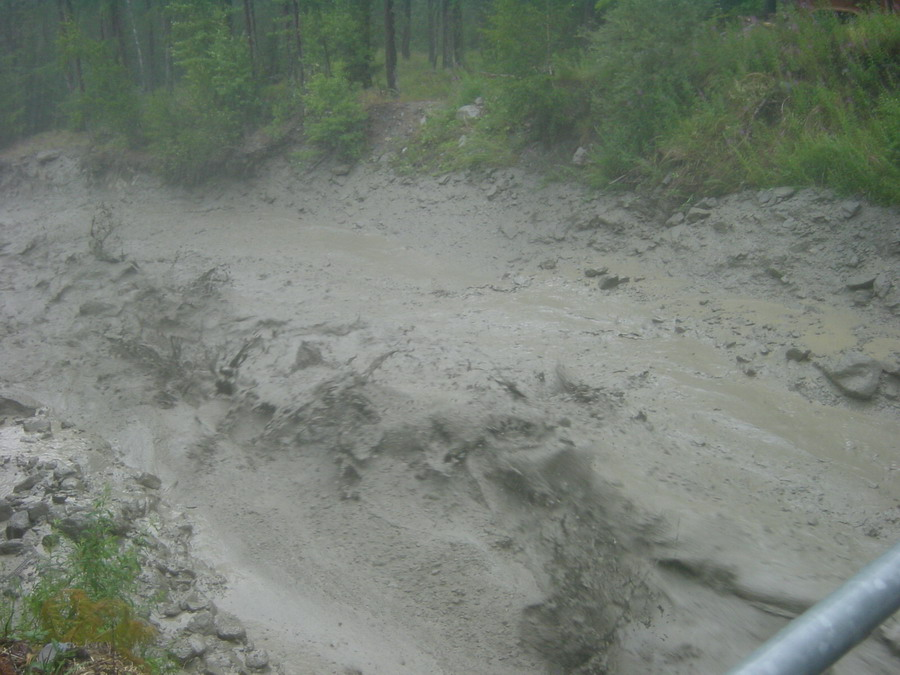
Flutwelle des Rufibachs
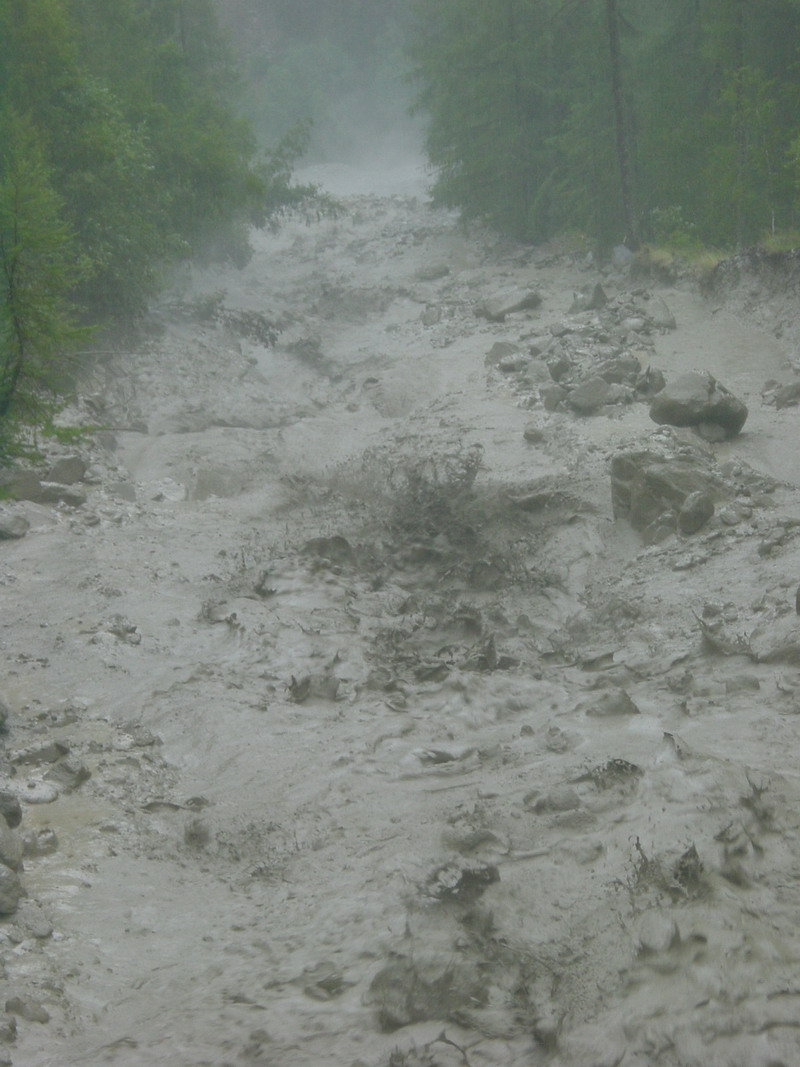
Flutwelle des Rufibachs
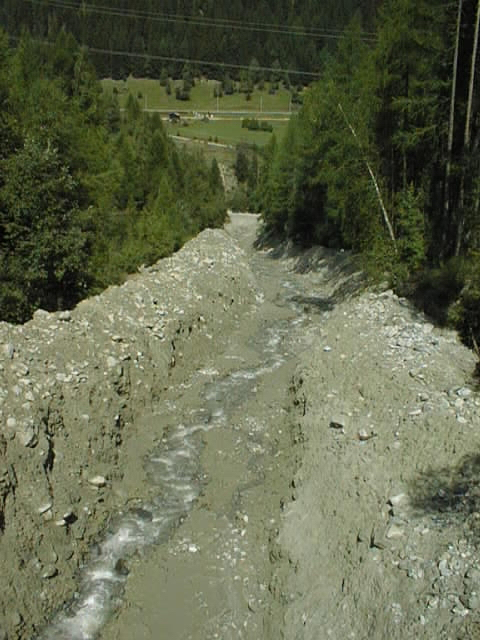
Der Rufibach nach Murgang